# Rajgród
Rajgród (deutsch Raygrod, litauisch Raigardas, belarussisch Райгарад) ist eine Stadt im Powiat Grajewski der Woiwodschaft Podlachien in Polen. Sie ist Sitz der gleichnamigen Stadt-und-Land-Gemeinde mit 5115 Einwohnern (Stand 31. Dezember 2020).

## Geographie

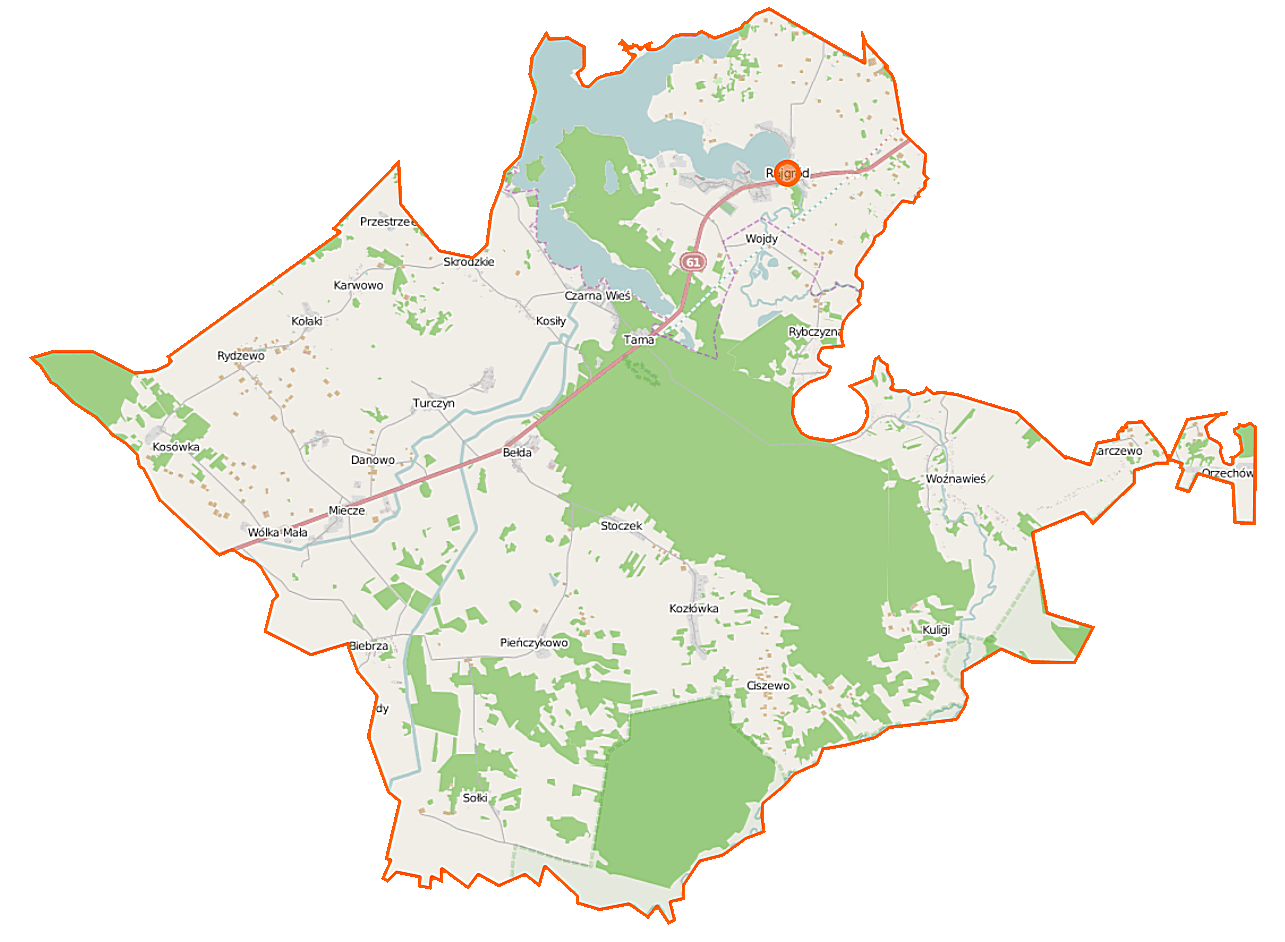
Karte der Gemeinde

Die Stadt liegt im Nordosten des Powiats und am Ufer des östlichen Arms des Jezioro Rajgrodzkie, der mit etwa 15 km² zu den 20 größten Seen des Landes gehört. Das Stadtgebiet grenzt im Norden an die Woiwodschaft Ermland-Masuren.

## Geschichte

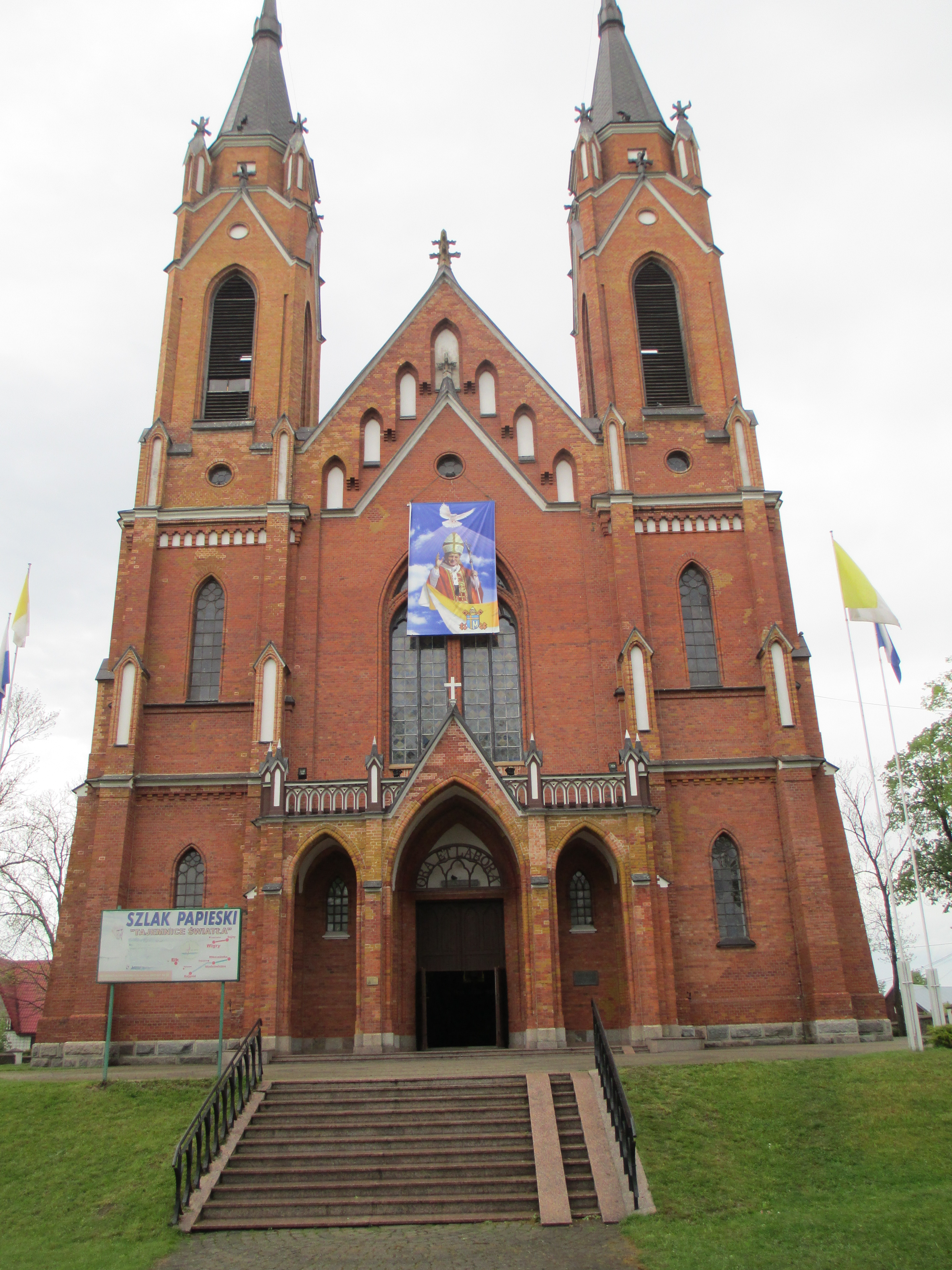
Pfarrkirche des Orts

Rajgród erhielt 1568 die Stadtrechte. Im Jahr 1815 wurde sie Teil Kongresspolens, das vom Russischen Zarenreich beherrscht wurde. Nach dem Januaraufstand von 1863/1864 wurden die Stadtrechte 1870 entzogen. Nach der Wiedererrichtung Polens 1918 wurden 1923 die Stadtrechte erneuert.
Von 1975 bis 1998 gehörte der Ort zur Woiwodschaft Łomża.

## Gemeinde
Zur Stadt-und-Land-Gemeinde (gmina miejsko-wiejska) Rajgród gehören die Stadt selbst und 30 Dörfer mit Schulzenämtern.

## Verkehr
Die Stadt liegt an der Landesstraße DK61, die von der Kreisstadt Grajewo nach Augustów führt. In Teilstrecken ist sie zwischen Warschau und Kaunas in Litauen als Schnellstraße S61 der Via Baltica (E67) ausgebaut.